# Ми веселі, щасливі, талановиті!
«Ми веселі, щасливі, талановиті!» — радянський художній фільм 1986 року, знятий режисером Олександром Суриним на кіностудії «Мосфільм».

## Сюжет
Психологічна мелодрама за мотивами п'єси Т. Хлоплянкіної «Смішний випадок». Вісімнадцятирічна дочка журналістки Олени Сурикової повідомляє, що вагітна. При цьому про шлюб — ні слова. А після повернення з тривалої експедиції батько, який збирається назад, приїхав тільки для того, щоб опублікувати матеріали про снігову людину. Переживання, образи і засмучення приводять Олену в оздоровчий клуб до Павла Петровича Клюєва, переконаного у тому, що за допомогою сироїдіння і аутотренінгу можна подолати будь-які перешкоди…

## У ролях
- Марина Нейолова — Ляля Сурикова, репортер
- Станіслав Любшин — Павло Петрович Клюєв
- Олександр Михайлов — Петя, чоловік Лялі Сурикової, вчений
- Олена Дробишева — Марина, дочка Лялі Сурикової
- Римма Маркова — Іра, співробітниця редакції
- Сергій Газаров — Фелікс, редактор
- Тетяна Догілєва — Лариса, помічниця Клюєва, яка проводить аутотренінг
- Маргарита Криницина — Марія Іванівна Горшкова, жертва дієти
- Вадим Любшин — Вітя, хлопець Марини
- Вероніка Косенкова — педагог-репетитор групи «Прометей»
- Олександр Аронін — епізод
- Є. Бусигіна — епізод
- Т. Васильєва — епізод
- А. Венгер — епізод
- Юрій Веяліс — епізод
- Юрій Воронков — член групи здоров'я
- Тетяна Гаврилова — член групи здоров'я
- Є. Гаврюшова — член групи здоров'я
- Л. Громова — епізод
- Вадим Зав'ялов — епізод
- М. Каменська — епізод
- М. Князєва — епізод
- Елліна Адел — представниця «Прометея»
- І. Крижановська — епізод
- Тетяна Кузнецова — член групи здоров'я
- Віктор Махмутов — адміністратор ресторану
- Ірина Метлицька — офіціантка
- Аля Нікуліна — епізод
- Юрій Ніфонтов — епізод
- Ольга Сошникова — епізод
- М. Стрельницький — епізод
- Ірина Терпиловська — епізод
- В. Тесленко — епізод
- Володимир Фірсов — член групи здоров'я
- Ірина Дітц — член групи здоров'я

## Знімальна група
- Режисер — Олександр Сурин
- Сценаристка — Алла Криницина
- Оператор — Олексій Родіонов
- Композитор — Едуард Артем'єв
- Художниця — Тетяна Лапшина